# Swamplord
Swamplord er det finske melodiske dødsmetal-band Kalmahs debutalbum der blev udgivet i 2001.

## Numre
1. "Evil in You" – 5:08
2. "Withering Away" – 3:34
3. "Heritance of Berija" – 4:30
4. "Black Roija" – 4:15
5. "Dance of the Water" – 4:31
6. "Hades" – 4:25
7. "Alteration" – 4:42
8. "Using the Word" – 5:07

## Musikere
- Antti Kokko – Guitar
- Pekka Kokko – Guitar og vokal
- Altti Veteläinen – Bas
- Pasi Hiltula – Keyboard
- Petri Sankala – Trommer